# Felice Besostri
Felice Carlo Besostri (Zevio, 23 aprile 1944 – Milano, 6 gennaio 2024) è stato un avvocato e politico italiano, senatore per i Democratici di Sinistra dal 1996 al 2001. Divenne noto per vari ricorsi contro alcune leggi elettorali, in particolare per i ricorsi che condussero all'abrogazione parziale del Porcellum e dell'Italicum.

## Biografia
Felice Besostri si laureò con lode in diritto presso l'Università degli Studi di Milano nel 1969, entrando poi nel ruolo di ricercatore confermato presso la facoltà di scienze politiche presso la stessa università.
Svolse l'attività di avvocato amministrativista, maturando i titoli per la candidatura, più volte affacciata, per organi elettivi di tipo magistratuale.
Dal 1983 al 1988 ricoprì l'incarico di sindaco del comune di Borgo San Giovanni per il Partito Socialista Italiano (PSI).
Col il tramonto del PSI nel 1994, aderì alla Federazione Laburista di Valdo Spini, con cui alle elezioni politiche del 1996 fu candidato al Senato della Repubblica per L'Ulivo nel collegio di Milano 3, ottenendo il 35,4% contro il 46,5% di Riccardo De Corato del Polo per le Libertà, ma venendo comunque eletto nelle liste proporzionali.
Nella XIII legislatura fu componente della Giunta per gli affari delle Comunità Europee, oltre che capogruppo dei Democratici di Sinistra nella 1ª Commissione Affari Costituzionali del Senato, dove fece da relatore di maggioranza al Senato della L. 482/99, legge quadro che diede attuazione all'art. 6 della Costituzione italiana in materia di tutela delle minoranze linguistiche storiche.
(Aldo Cazzullo)
Terminata la carriera di parlamentare, divenne un "incallito sovrintendente di ricorsi contro le leggi elettorali", sia nazionali - portò «alla Consulta prima la legge elettorale del 2005, il famigerato "Porcellum", e successivamente il tentativo di modifica avviato nel 2015 (e approvato con il voto di fiducia al governo Renzi) denominato "Italikum" e mai entrato in vigore» - che europea. Sempre "pro bono" fu difensore nei ricorsi presentati contro le leggi elettorali regionali di Lombardia, Campania, Umbria, Sardegna e Puglia. 
Besostri «ha partecipato attivamente a poco più di un mese dalla scomparsa» alle udienze dei giudici aditi presso i tribunali di Trieste e di Milano e, tre settimane prima del decesso, all'udienza presso il tribunale di Castrovillari.
Morì a Milano il 6 gennaio 2024 all'età di 79 anni.

## Attivitàpro bonoin materia elettorale
Visto il tempo intercorso prima della pronuncia d'incostituzionalità sulla legge Calderoli, che aveva dato luogo a tre elezioni parlamentari prima di essere definita illegittima, Besostri si è posto anche il problema della tempestività del risultato: ha perciò promosso, in merito alla legge elettorale del 2015, "23 ricorsi contro la legge elettorale preso altrettanti tribunali di città capoluogo di distretto di Corte d’Appello a partire dal novembre 2015". 
A meno di un anno dal primo ricorso in Corte costituzionale, in effetti, si sarebbe giunti alla convocazione dell'udienza di trattazione di ben due ordinanze (dei tribunali di Messina e di Torino) già il 4 ottobre 2016, se non vi fosse stato il rinvio motivato dal referendum; in ogni caso la medesima Corte "ne ha fissate tre, con l’aggiunta del Tribunale di Perugia, per il 24 gennaio 2017", anche se Besostri ha dichiarato che "spera che la Corte costituzionale possa tenere conto anche delle ordinanze dei Tribunali di Trieste e Genova".
Ha iniziato nel 2008 con gli avvocati Claudio Tani e Aldo Bozzi nel processo che ha portato all'incostituzionalità del Porcellum. La giurisprudenza del Bundesverfassungsgericht era stata evocata in più punti dell’azione giudiziaria che ha condotto all’ordinanza della Cassazione di remissione e, in effetti, nella sentenza n. 1 del 2014, con cui fu dichiarata incostituzionale la legge, si sviluppava e si aggiornava la citazione di quella giurisprudenza tedesca.
Ha proseguito mediante vari ricorsi contro la legge elettorale per il Parlamento europeo, contrastando la clausola di sbarramento del 4% nel riparto dei seggi e, soprattutto, contro l'Italicum.
In proposito, nell'udienza pubblica del 24 gennaio 2017 dinanzi alla Corte costituzionale, è intervenuto dichiarando, tra l'altro, che "non soltanto le banche ma anche le leggi elettorali dovrebbero essere sottoposte ad uno stress test attesa l’imprevedibilità del comportamento elettorale": il giorno dopo, all'esito dei suoi ricorsi, per la seconda volta nella storia della Repubblica Italiana sono state annullate parti importanti della legge elettorale nazionale.
Al deposito delle motivazioni, il 9 febbraio 2017, con la sentenza n. 35 del 2017 la Corte costituzionale ha confermato che le leggi elettorali incostituzionali sono impugnabili già con la loro pubblicazione in Gazzetta ufficiale, cioè l'argomento invocato da Besostri per proporre i ricorsi.
Avendo criticato l'"abnorme estensione" dell'autodichia prevista dall'articolo 66 della Costituzione per la verifica dei poteri - tale da coprire anche il contenzioso sulle esclusioni delle liste dalle competizioni elettorali nazionali - Besostri sostenne che "in materia elettorale ai cittadini italiani non è dato un rimedio effettivo ex art. 13 C.E.D.U.". Per questo, accettando la difesa in tema di tagli ai vitalizi dinanzi ai giudici domestici degli organi costituzionali, denunciò “risolutamente l’insostenibilità del sistema dell’autodichia delle Camere perché non offre alcuna garanzia di una soluzione secondo diritto del contenzioso, che nascerebbe da atti amministrativi assunti dalle Camere”.
Infine, applicò il metodo dell'azione di accertamento anche alla tutela di altri interessi costituzionali, segnatamente quello della ragionevole durata del processo, chiedendo al giudice di Lecce di mandare alla Corte costituzionale le modifiche al sistema della prescrizione nel processo penale.
La questione più urgente, dopo le vittorie parziali in Corte costituzionale, era "ottenere l’armonizzazione tra le leggi elettorali per la Camera e per il Senato, armonizzazione che richiede in via prioritaria l’eliminazione del premio di maggioranza alla Camera con il 40% dei voti validi e la riduzione delle soglie d’accesso del Senato fissate all’8% e al 20% a fronte di un 3% alla Camera". Anche su questo fu invocato il suo intervento.
Nel settembre 2017, il giurista, ancora a capo del coordinamento degli avvocati Antitalikum, "ha annunciato una nuova iniziativa. «I cittadini italiani hanno diritto a votare con una legge elettorale che dia garanzie reali di rappresentanza democratica» (...). Da qui a fine novembre c’è teoricamente, per Besostri, il tempo utile per inviare nuovi ricorsi in Corte Costituzionale che siano esaminati e decisi prima delle elezioni del 2018". Quando è stata affacciata l'ipotesi del "cosiddetto Rosatellum 2.0, la legge elettorale per due terzi proporzionale e per un terzo maggioritaria", Felice Besostri e il coordinamento degli avvocati Antitalikum si sono rimessi al lavoro lanciando lo slogan "Non c’è due senza tre". 
Le sue critiche al Rosatellum sono state oggetto di una relazione tenuta in Senato, nel corso delle audizioni svolte dalla Commissione affari costituzionali di quel ramo del Parlamento, della richiesta ai tribunali di convertire i residui ricorsi dall'Italicum alla nuova legge e di alcuni tentativi di sollevare conflitto contro il Legislatore a nome del corpo elettorale, avanzati a due riprese senza successo. Questo ultimo tentativo - che configurava i "cittadini elettori, quindi esponenti del corpo elettorale, un potere
dello stato-comunità, la Repubblica democratica" - fu messo in campo anche contro il "taglio dei parlamentari" (operato con le norme di revisione costituzionale pubblicate in G.U. n. 240 del 12 ottobre 2020), ma non riuscì ad impedire lo svolgimento del referendum confirmativo.
Negli stessi anni gestiva un blog online sulle tematiche costituzionali.